# 샤하부딘 아흐메드
샤하부딘 아흐메드(벵골어: শাহাবুদ্দিন আহমেদ, 1930년 2월 1일~2022년 5월 19일)는 1996년부터 2001년까지 방글라데시의 대통령을 지냈고, 1990년부터 1995년까지 방글라데시의 대법원장을 역임했다. 그는 이전에 후세인 무함마드 에르샤드가 직위에서 사임했을 때 1990년~1991년 동안 대통령 대행을 했다. 그는 임시 정부를 이끌었고 1991년 2월 총선을 치렀다.

## 어린 시절 및 교육
아흐메드는 1930년 2월 1일 네트로코나 켄두아 우파질라의 파말 마을에서 태어났다. 그의 아버지 탈루크다르 레자트 아흐메드 부이얀은 자선가였다. 1948년 다카 대학교에 입학하여 1951년 경제학 학사, 1952년 국제관계학 석사 학위를 취득하여 파즐룰 하크 홀의 학생으로 재직했다. 그는 옥스퍼드 대학교의 행정학 특별 과정에 참석했다.

## 경력
아흐메드는 1954년 파키스탄 공무원에 입대하여 라호르 공무원 아카데미와 옥스퍼드 대학교에서 훈련을 마쳤다. 그는 고팔간지구와 나토르구의 하위 부서 장교였다. 게다가 그는 파리드푸르구의 부국장이었다. 1960년, 그는 사법부로 옮겨졌다. 그는 다카구와 바리살구의 추가 구역 및 회기 판사, 코밀라와 치타공의 구역 및 회기 판사로 일했다. 1967년, 그는 다카에 있는 당시 동파키스탄 고등법원의 등기소장으로 근무했다. 그는 1972년 1월 20일 고등법원 판사로 승진했고 1973년과 1974년 2년 동안 노동 항소 재판소에서 대리인으로 활동했다.
아흐메드는 1980년 2월 7일 방글라데시 대법원의 항소부 판사로 임명되었고 1981년 4월 15일 이 사무실에서 확인되었다. 아흐메드는 1983년 2월 중순 학생들에 대한 경찰의 발포에 관한 조사위원회법에 따라 설립된 조사위원회의 위원장이었다. 그는 1984년에 국가 급여 위원회의 위원장이었고, 급여 규모의 상향 조정이 이루어진 것을 근거로 보고서를 제출했다.

## 대통령직
아흐메드는 1996년 7월 23일 아와미 연맹 정부의 지명을 받고 같은 해 10월 9일 대통령에 취임했다. 그는 2001년 11월 14일에 사무실에서 은퇴했다. 아와미 연맹이 2001년 총선에서 패배했을 때 그는 셰이크 하시나에 의해 "배신자"로 불렸다. 그는 "어떤 일이 그들의 욕망대로 이루어지면 나는 천사, 그렇지 않으면 악마"라고 한탄했다.

## 사망
2022년 2월, 아흐메드는 노화와 관련된 질병으로 인해 연합 군사 병원의 집중치료실(ICU)로 이송되었다. 그는 2022년 3월 19일 92세의 나이로 연합 군사 병원에서 사망했다.